# Liste der Burgen, Schlösser, Ansitze und wehrhaften Stätten im Bezirk Waidhofen an der Thaya
Diese Liste nennt die Burgen, Schlösser, Ansitze und wehrhaften Stätten im Bezirk Waidhofen an der Thaya in Niederösterreich.
Sie enthält nur solche Anlagen, von denen bauliche Reste oder erkennbare Spuren im Gelände erkennbar sind. Abgekommene Anlagen wurden daher ebenso wenig in diese Liste aufgenommen wie lediglich archäologisch nachgewiesene und aktuell oberflächlich nicht erkennbare Anlagen.

## Erklärung zur Liste
- Name: Name der Anlage.
- Gemeinde, Adresse, Lage: Zeigt an, in welcher Gemeinde das Gebäude steht; gegebenenfalls auch die Adresse. Geokoordinaten.
- Typ: Es wird der Gebäudetyp angegeben, wie Burg, Festung, Schloss, Gutshof, Wehrkirche, Wallanlage.
- Geschichte: geschichtlicher Abriss
- Zustand: Beschreibung des heutigen Zustands bzw. der Verwendung.
- Bild: Zeigt wenn möglich ein Bild des Gebäudes an.
- Denkmalschutz: Falls unter Denkmalschutz, führt ein Link zum Eintrag in der Denkmalliste.

## Liste
| Name                             | Gemeinde, Adresse, Lage                                                               | Typ              | Geschichte | Zustand                                                                                             | Bild | Denkmalschutz                                         |
| -------------------------------- | ------------------------------------------------------------------------------------- | ---------------- | --- | --------------------------------------------------------------------------------------------------- | ---- | ----------------------------------------------------- |
| Böhmische Mauer                  | Raabs an der Thaya (südlich von Kollmitzdörfl) Lage                                   | Sperrmauer       | Sperrmauer um 1450 errichtet. | weitgehend erhalten.                                                                                |      | 17279                                                 |
| Buchenstein                      | Raabs an der Thaya (nordöstlich von Liebnitz) Lage                                    | Burg             | Burg in der ersten Hälfte des 13. Jahrhunderts errichtet. | Ruine.                                                                                              |      | nein                                                  |
| Dobersberg                       | Dobersberg Dobersberg, Schlossgasse 1 Lage                                            | Schloss          | 1570 Schloss errichtet (anstelle einer mittelalterlichen Burg?) | erhalten; als Gemeindeamt und Museum genutzt.                                                       |      | 1869                                                  |
| Drösiedl                         | Ludweis-Aigen Drösiedl 1 Lage                                                         | Schloss          | ab spätem 13. Jahrhundert genannt. dann spätgotische Wasserburg; die wurde in der 2. Hälfte durch Schlossneubau ersetzt. | erhalten. bewohnt; Privatpension.                                                                   |      | 539                                                   |
| Eibenstein                       | Raabs an der Thaya (nordöstlich von Eibenstein) Lage                                  | Burg             | Burg im 12. Jahrhundert errichtet; bis ins 15. Jahrhundert erweitert. | Ruine                                                                                               |      | 7803                                                  |
| Eislab                           | Thaya (zwischen Oberedlitz und Peigarten) Lage                                        | Hausberg         | Sitz vom 12.(?) bis ins 14.(?) Jahrhundert. | Wall-Graben-Anlage ums Kernwerk erkennbar                                                           |      | nein                                                  |
| Gaber                            | Raabs an der Thaya (nordwestlich von Drosendorf) Lage                                 | Burg             | ab 1309 genannt. Mitte des 16. Jahrhunderts verfallen. | Ruine (Ruine der Burgkapelle; sonst nur geringe Mauerreste erhalten)                                |      | 17288                                                 |
| Gilgenberg (Burg)                | Waldkirchen an der Thaya westlich von Gilgenberg 24 Lage                              | Burg             | ab 14. Jahrhundert erwähnt. Ende des 16. Jahrhunderts durch nahegelegenes Schloss ersetzt. | geringe Mauerreste.                                                                                 |      | nein                                                  |
| Gilgenberg (Schloss)             | Waldkirchen an der Thaya Gilgenberg 26 Lage                                           | Schloss          | Ende des 16. Jahrhunderts errichtet. | erhalten. bewohnt.                                                                                  |      | 21913                                                 |
| Grossau (Schloss)                | Raabs an der Thaya Grossau, Schlossgasse 1 Lage                                       | Schloss          | Spätrenaissance-Bau aus dem ausgehenden 16. Jahrhundert. | erhalten. bewohnt.                                                                                  |      | 17274                                                 |
| Grossau (Burg)                   | Raabs an der Thaya (östlich von Kollmitzgraben) Lage                                  | Burg             | genannt ab 1204. im 16. Jahrhundert verödet. | geringe Mauerreste. Doppelgraben deutlich erkennbar.                                                |      | nein                                                  |
| Groß-Siegharts                   | Groß-Siegharts Groß-Siegharts, Schlossplatz 1 Lage                                    | Schloss          | etwa ab 1300 genannt; doch Burg wohl schon etwas älter. Im 16. Jahrhundert Ausbau zu Renaissanceschloss. In der zweiten Hälfte des 19. Jahrhunderts Fabrik. Seit 1897 Rathaus.                                                          | umgebaut erhalten. als Rathaus genutzt.                                                             |      | 1426                                                  |
| Grünau                           | Windigsteig Grünau 1 Lage                                                             | Schloss          | Sitz ab 1386 erwähnt. Im 16. Jahrhundert Schloss neu errichtet. | erhalten. bewohnt.                                                                                  |      | 18888                                                 |
| Hard                             | Thaya (nordöstlich von Jarolden) Lage                                                 | Dorfturm         | laut Funden von 2. Hälfte 13. bis ins 15. Jahrhundert besiedelt. Ortswüstung ab 1977 ausgegraben; dabei auch Reste des Sitzes entdeckt.                                                                                                 | Mauerreste des Sitzes mit zwei Ecktürmen erkennbar.                                                 |      | nein                                                  |
| Illmau                           | Kautzen Illmau, Schlossgasse 2 Lage                                                   | Schloss          | ab 1337 Feste erwähnt. spätmittelalterliche Wasserburg. im 3. Viertel des 16. Jahrhunderts Renaissance-Schloss errichtet anstelle einer Wasserburg. 19./20. Jahrhundert als Brauerei, Destillerie, Flüchtlingslager und Fabrik genutzt. | Ruine                                                                                               |      | 21285                                                 |
| Karlstein an der Thaya           | Karlstein an der Thaya Karlstein an der Thaya, Schlossweg 4 Lage                      | Burg             | Burg ab 14. Jahrhundert. mehrmals umgebaut. Ende 19. Jahrhunderts Uhrenfabrik. Internierungslager im Ersten Weltkrieg. Beherbungsbetrieb in der zweiten Hälfte des 20. Jahrhunderts.                                                    | erhalten. bewohnt.                                                                                  |      | 10422                                                 |
| Kleinzwettl                      | Gastern bei Kleinzwettl 34 Lage                                                       | Burgstall        | im 12. Jahrhundert Wehrkirche (an Stelle eines Hausbergs?) errichtet. Wehrmauer des 15. Jahrhunderts. | bewehrte Kirche über Erdstall; deutlicher Graben.                                                   |      | Kirche: 1415; Wehrgraben nicht geschützt.             |
| Kollmitz (Burg)                  | Raabs an der Thaya (östlich von Kollmitzgraben) Lage                                  | Burg             | genannt ab 1293. nach und nach ausgebaut bis ins 17. Jahrhundert. Verfall etwa ab 1700. | Ruine                                                                                               |      | 17279                                                 |
| Kollmitz (Burgstall)             | Ludweis-Aigen bei Kollmitzgraben 3 Lage                                               | Burg             | Burg des 12./13. Jahrhunderts. urkundlich nicht sicher genannt (evtl. 1135?). offenbar früh aufgegeben. | Graben deutlich erkennbar; Mauerreste des Berings.                                                  |      | nein                                                  |
| Liebenberg (Burg)                | Ludweis-Aigen bei Liebenberg 2 Lage                                                   | Burg             | ab spätem 12. Jahrhundert genannt. Ende 16. Jahrhunderts schon verödet. | Ruine (nur eine Mauerecke des Bergfrieds erhalten).                                                 |      | nein                                                  |
| Liebenberg (Hausberg)            | Ludweis-Aigen (nördlich von Liebenberg) Lage                                          | Hausberg         | Hausberganlage (Vorwerk zur Burg?). romanische Kapelle, im Zusammenhang mit Wehrbau? 15.–16. Jahrhundert Pfarrkirche. barock umgebaut.                                                                                                  | Wall/Graben um Hausberg deutlich erkennbar. Kapelle (Mauern bis 2 m dick) umgebaut erhalten.        |      | 542                                                   |
| Liebnitz                         | Raabs an der Thaya Liebnitz 24 Lage                                                   | Schloss          | romanische Burg (?, falls die Kapelle eine ehemalige Burgkapelle ist). Im 16./17. Jahrhundert Schloss (wohl anstelle eines älteren Sitzes) errichtet.                                                                                   | Kapelle und angebaut nur ein sehr kleiner Teil des Schlosses erhalten.                              |      | nein                                                  |
| Luden                            | Raabs an der Thaya (östlich von Luden 29) Lage                                        | wehrhafter Sitz? | keine urkundliche Erwähnungen bekannt. Keramikfunde aus 11. bis 15. Jahrhundert. Archäologisch Gebäude und Bering nachgewiesen. | Graben südlich der Anlage erkennbar                                                                 |      | nein                                                  |
| Meires (Burg)                    | Windigsteig (westlich von Meires, rechts des Gansbachs) Lage                          | Burg             | Sitz (laut Funden) zumindest ab 12. Jahrhundert; ab 1386 Feste urkundlich erwähnt. 1474 zerstört. | völlig zerfallen. Schutthügel und schützende Wall-Graben-Anlagen erkennbar.                         |      | nein                                                  |
| Meires (Schloss)                 | Windigsteig Meires 1 Lage                                                             | Schloss          | Schlösschen in der 2. Hälfte des 16. Jahrhunderts errichtet. im 20. Jahrhundert umgebaut. | umgebaut erhalten. bewohnt.                                                                         |      | 18906                                                 |
| Neuhaus                          | Karlstein an der Thaya (südwestlich von Thures, links der Thaya) Lage                 | Hausberg         | urkundlich erwähnt im 14. und 15. Jahrhundert; Funde aus 13. bis 15. Jahrhundert. | Hausberg mit Mauerresten; geschützt durch markante Wall-Graben-Anlage.                              |      | nein                                                  |
| Nonndorf                         | Raabs an der Thaya nördlich von Nonndorf bei Raabs 19 Lage                            | Hausberg         | ab 13. Jahrhundert befestigt. 1456 als zerstört genannt. Gelände beeinträchtigt durch Schotterabbau in der 2. Hälfte des 19. Jahrhunderts.                                                                                              | Hausberg, teils von Graben umgeben, deutlich erkennbar.                                             |      | nein                                                  |
| Peigarten                        | Thaya Peigarten 1 Lage                                                                | Burg-Schloss     | Sitz ab frühem 13. Jahrhundert. im 14./15. Jahrhundert ausgebaut und verstärkt. im 19. Jahrhundert industriell genutzt, dann dem Verfall nahe. Im letzten Viertel des 20. Jahrhunderts instand gesetzt.                                 | umgebaut erhalten. bewohnt.                                                                         |      | 680                                                   |
| Primmersdorf                     | Raabs an der Thaya Primmersdorf 1 Lage                                                | Schloss          | 1667 Schloss errichtet (knapp nördlich des Standorts einer mittelalterlichen, mittlerweile abgekommenen Burg). Romantisierend umgebaut Anfang des 20. Jahrhunderts.                                                                     | modernisiert erhalten. bewohnt.                                                                     |      | 17295                                                 |
| Raabs an der Thaya (Burg)        | Raabs an der Thaya Oberndorf bei Raabs 1 Lage                                         | Burg-Schloss     | Burg 1100 erstmals erwähnt. nach und nach erweitert, seit 16. Jahrhundert etwa heutige Größe. | erhalten. bewohnt.                                                                                  |      | 1580                                                  |
| Raabs an der Thaya (Stadt)       | Raabs an der Thaya Raabs an der Thaya, Hauptplatz/Hauptstraße/An der Stadtmauer Lage  | Stadtbefestigung | Stadt im Spätmittelalter befestigt. östliches Tor 1859 abgerissen, westliches Tor 1885 abgerissen. | Teile der Mauer und einige Türme erhalten.                                                          |      | 17298 17299 74656                                     |
| Schellingshof                    | Dobersberg bei Riegers 41 Lage                                                        | Ansitz           | vermutlich mittelalterlicher Turm; um 1570 über dessen Resten Schloss errichtet; um 1700 ein Flügel des Schlosses zu Schüttkasten umgebaut, Rest des Schlosses abgekommen. Als Aussiedlerhof (Truppenübungsplatz Allentsteig) genutzt.  | kleine Teile völlig umgebaut erhalten.                                                              |      | nein                                                  |
| Taxen                            | Kautzen Großtaxen 1 Lage                                                              | Schloss          | ab Mitte des 14. Jahrhunderts Sitz urkundlich nachweisbar. heutiges Schloss im Kern aus 16./17. Jahrhundert. 1621 verwüstet. Umbauten im 18./19. Jahrhundert.                                                                           | umgebaut erhalten. bewohnt.                                                                         |      | 21282 (erst seit 2013)                                |
| Thaya                            | Thaya Thaya, Bahnhofstraße 1a Lage                                                    | Dorfturm         | ab frühem 14. Jahrhundert erwähnt. | umgebaut erhalten. Heimatmuseum.                                                                    |      | nein                                                  |
| Vestenötting (Burg)              | Waidhofen an der Thaya (östlich von Vestenötting 23) Lage                             | Burgstall        | Sitz ab Mitte des 13. Jahrhunderts erwähnt. Ende des 16. Jahrhunderts durch neues Schloss abgelöst. | Burg abgekommen; Graben erkennbar. unklar, ob Kirche im Kern noch Reste der Burgkapelle beinhaltet. |      | nein                                                  |
| Schloss Vestenötting             | Waidhofen an der Thaya Vestenötting 1 Lage                                            | Schloss          | Schloss 1587 errichtet. barock verändert. | Schloss in schlechtem Zustand.                                                                      |      | 20379                                                 |
| Waidhofen an der Thaya (Schloss) | Waidhofen an der Thaya Waidhofen an der Thaya, Schlossgasse 1 Lage                    | Schloss          | Burg in der zweiten Hälfte des 12. Jahrhunderts errichtet. im 14. Jahrhundert erweitert. 16./17. Umbau zu Schloss. 1770 völlig umgestaltet und barock vereinheitlicht, Wehrelemente beseitigt.                                          | Schloss in schlechtem Zustand.                                                                      |      | 22392                                                 |
| Waidhofen an der Thaya (Stadt)   | Waidhofen an der Thaya Waidhofen an der Thaya, Hauptplatz und umliegende Straßen Lage | Stadtbefestigung | Stadt im Mittelalter befestigt; 1522 Befestigung wiederhergestellt. 1792 Stadtgraben zugeschüttet; im 19. Jahrhundert drei Stadttore abgetragen.                                                                                        | Mauer weitgehend erhalten.                                                                          |      | teilweise (17372 18921 25675 29942 33881 33882 33887) |
| Weikertschlag                    | Raabs an der Thaya (zwischen Weikertschlag und Oberndorf bei Weikertschlag) Lage      | Burg             | genannt ab der 2. Hälfte des 12. Jahrhunderts. Ausgebaut im 13. Jahrhundert. Im 15. Jahrhundert aufgegeben. | geringfügige Ruine. mächtige Wall-Grabenanlage schützt das weitläufige Gelände.                     |      | 18222                                                 |
| Weinern                          | Karlstein an der Thaya Weinern 1 Lage                                                 | Schloss          | Sitz ab 14. Jahrhundert nachweisbar. Schloss im Kern aus 16. Jahrhundert. heutiges Hauptgebäude um 1740 errichtet; 1870 ausgebaut. | erhalten. bewohnt.                                                                                  |      | 10414                                                 |
| Widersberg                       | Raabs an der Thaya (westlich von Oberndorf bei Raabs) Lage                            | Hausberg         | ab 1314 genannt. | Hausberg erkennbar; geringe Mauerreste.                                                             |      | nein                                                  |
| Windigsteig                      | Windigsteig Windigsteig, Marktplatz 10 Lage                                           | Schloss          | Sitz ab Ende des 13. Jahrhunderts erwähnt. 1562 Ausbau zum Schloss. 1677 bei Brand beschädigt, dann Umbau zu Pfarrhof. | stark umgebaut erhalten. bewohnt.                                                                   |      | 18915                                                 |